# Sci alpino ai XVIII Giochi olimpici invernali - Discesa libera maschile
Tra le competizioni dello sci alpino ai XVIII Giochi olimpici invernali di Nagano 1998 la discesa libera maschile si disputò venerdì 13 febbraio sulla pista Olympic Course I di Happo One; il francese Jean-Luc Crétier vinse la medaglia d'oro, il norvegese Lasse Kjus quella d'argento e l'austriaco Hannes Trinkl quella di bronzo. La gara era originariamente in programma l'8 febbraio; fu rinviata a causa delle avverse condizioni meteorologiche.
Detentore uscente del titolo era lo statunitense Tommy Moe, che aveva vinto la gara dei XVII Giochi olimpici invernali di Lillehammer 1994 disputata sul tracciato di Kvitfjell precedendo il norvegese Kjetil André Aamodt (medaglia d'argento) e il canadese Ed Podivinsky (medaglia di bronzo); il campione mondiale in carica era lo svizzero Bruno Kernen, vincitore a Sestriere 1997 davanti a Kjus e all'italiano Kristian Ghedina.

## Risultati
| Pos. | Pett. | Atleta                          | Nazione              | Tempo   | Distacco |
| ---- | ----- | ------------------------------- | -------------------- | ------- | -------- |
| 1    | 3     | Jean-Luc Crétier                | Francia              | 1:50,11 |          |
| 2    | 10    | Lasse Kjus                      | Norvegia             | 1:50,51 | +0,40    |
| 3    | 8     | Hannes Trinkl                   | Austria              | 1:50,63 | +0,52    |
| 4    | 24    | Jürg Grünenfelder               | Svizzera             | 1:50,64 | +0,53    |
| 5    | 25    | Ed Podivinsky                   | Canada               | 1:50,71 | +0,60    |
| 6    | 7     | Kristian Ghedina                | Italia               | 1:50,76 | +0,65    |
| 7    | 5     | Andreas Schifferer              | Austria              | 1:50,77 | +0,66    |
| 8    | 9     | Didier Cuche                    | Svizzera             | 1:50,91 | +0,80    |
| 9    | 26    | Kyle Rasmussen                  | Stati Uniti          | 1:51,09 | +0,98    |
| 10   | 23    | Patrik Järbyn                   | Svezia               | 1:51,22 | +1,11    |
| 11   | 2     | Fritz Strobl                    | Austria              | 1:51,34 | +1,23    |
| 12   | 17    | Tommy Moe                       | Stati Uniti          | 1:51,43 | +1,32    |
| 13   | 11    | Kjetil André Aamodt             | Norvegia             | 1:51,72 | +1,61    |
| 14   | 1     | Franco Cavegn                   | Svizzera             | 1:51,74 | +1,63    |
| 15   | 30    | Jason Rosener                   | Stati Uniti          | 1:52,33 | +2,22    |
| 16   | 12    | Werner Perathoner               | Italia               | 1:52,36 | +2,25    |
| 17   | 21    | Tsuyoshi Tomii                  | Giappone             | 1:52,62 | +2,51    |
| 18   | 33    | Andrej Filičkin                 | Russia               | 1:52,65 | +2,54    |
| 19   | 22    | Kevin Wert                      | Canada               | 1:52,67 | +2,56    |
| 20   | 31    | Jernej Koblar                   | Slovenia             | 1:52,79 | +2,68    |
| 21   | 36    | Enis Bećirbegović               | Bosnia ed Erzegovina | 1:53,47 | +3,36    |
| 22   | 43    | Andrzej Bachleda                | Polonia              | 1:53,62 | +3,51    |
| 23   | 35    | Graham Bell                     | Gran Bretagna        | 1:53,93 | +3,82    |
| 24   | 38    | Vasilij Bezsmel'nicyn           | Russia               | 1:54,27 | +4,16    |
| 25   | 37    | Linas Vaitkus                   | Lituania             | 1:56,22 | +6,11    |
| 26   | 39    | Nils Linneberg                  | Cile                 | 1:56,59 | +6,48    |
| 27   | 42    | Patrick-Paul Schwarzacher-Joyce | Irlanda              | 1:58,71 | +8,60    |
| 28   | 41    | Rainer Grob                     | Cile                 | 1:58,75 | +8,64    |
|      | 4     | Hermann Maier                   | Austria              | DNF     | DNF      |
|      | 6     | Nicolas Burtin                  | Francia              | DNF     | DNF      |
|      | 13    | Bruno Kernen                    | Svizzera             | DNF     | DNF      |
|      | 14    | Luca Cattaneo                   | Italia               | DNF     | DNF      |
|      | 15    | Peter Runggaldier               | Italia               | DNF     | DNF      |
|      | 16    | Luke Sauder                     | Canada               | DNF     | DNF      |
|      | 18    | Aleš Brezavšček                 | Slovenia             | DNF     | DNF      |
|      | 19    | A J Kitt                        | Stati Uniti          | DNF     | DNF      |
|      | 20    | Brian Stemmle                   | Canada               | DNF     | DNF      |
|      | 27    | Adrien Duvillard                | Francia              | DNF     | DNF      |
|      | 28    | Peter Pen                       | Slovenia             | DNF     | DNF      |
|      | 29    | Jürgen Hasler                   | Liechtenstein        | DNF     | DNF      |
|      | 32    | Andrew Freshwater               | Gran Bretagna        | DNF     | DNF      |
|      | 34    | Yasuyuki Takishita              | Giappone             | DNF     | DNF      |
|      | 40    | Thomás Grob                     | Cile                 | DNF     | DNF      |

Legenda:

DNF = prova non completata

Pos. = posizione

Pett. = pettorale
Ore: 11.00 (UTC+9)

Pista: Olympic Course I

Partenza: 1 765 m s.l.m.

Arrivo: 840 m s.l.m.

Lunghezza: 3 289 m

Dislivello: 925 m

Porte: 44

Tracciatore: Sepp Messner (FIS)